# Милан Смилянич
Милан Смилянич (серб. Милан Смиљанић/Milan Smiljanić, нар. 19 листопада 1986, Кальмар) — сербський футболіст, півзахисник клубу ОФК (Белград). Відомий за виступами в низці сербських і закордонних клубів, зокрема «Еспаньйол», «Партизан» та «Перт Глорі», а також національну збірну Сербії.

## Клубна кар'єра
Милан Смилянич народився у шведському місті Кальмар, де його батько грав у місцевій футбольній команді. У дорослому футболі Милан Смилянич дебютував 2005 року у складі белградської команди «Партизан», в якій грав до 2007 року, взявши участь у 48 матчах чемпіонату.
У 2007 році Смилянич став гравцем іспанського клубу «Еспаньйол», проте в цьому клубі він не завжди був гравцем основи, й керівництво клубу періодично віддавало сербського футболіста в оренду, спочатку до клубу «Спортінг» (Хіхон), а пізніше до «Партизана», де Смилянич грав у оренді аж 3 роки.
У 2013 році сербський футболіст переходить до складу турецького клубу «Генчлербірлігі», проте за 2 роки зіграв у складі турецького клубу лише 1 матч, та перейшов до ізраїльського клубу «Маккабі» (Нетанья), де став гравцем основи, зігравши за рік 31 матч чемпіонату.
У 2016 році Смилянич перейшов до австралійської команди «Перт Глорі», а наступного року став гравцем ізраїльського клубу «Хапоель» (Ашкелон). З 2018 року знову, цього разу чотири роки грав у складі белградського «Партизана», проте вже не був твердим гравцем основи. У сезоні 2022—2023 років Смилянич грав у чорногорському клубі «Морнар». З початку 2023 року футболіст став гравцем белградського ОФК.

## Виступи за збірні
З 2006 року Милан Смилянич грав у складі молодіжної збірної Сербії. У складі команди він брав участь у молодіжному чемпіонаті Європи 2007 року, на якому серська молодіжка здобула срібні медалі. Завдяки цьому сербська команда взяла участь у літніх Олімпійських іграх 2008 року в Пекіні, де втім не зуміла вийти з групи. У 2009 році Смилянич грав у складі сербської молодіжки на молодіжному чемпіонаті Європи 2009 року, але цього разу сербська молодіжка не зуміла вийти з групи.
У 2007—2008 роках Милан Смилянич грав у складі у складі національної збірної Сербії, в національній збірній зіграв 6 матчів, у яких відзначився 1 забитим м'ячем.

## Досягнення
«Партизан»
- Чемпіон Сербії: 2010-11, 2011-12, 2012-13
- Володар Кубка Сербії: 2010-11, 2018-19